# Домб'є (гміна, Кольський повіт)
Гміна Домб'є (пол. Gmina Dąbie) — місько-сільська гміна у північно-західній Польщі. Належить до Кольського повіту Великопольського воєводства.
Станом на 31 грудня 2011 у гміні проживало 6589 осіб.

## Територія
Згідно з даними за 2007 рік площа гміни становила 130.06 км², у тому числі:
- орні землі: 77.00 %
- ліси: 13.00 %

Таким чином, площа гміни становить 12.86 % площі повіту.

## Населення
Станом на 31 грудня 2011:
| Опис     | Загалом | Загалом | Чоловіки | Чоловіки | Жінки | Жінки |
| -------- | ------- | ------- | -------- | -------- | ----- | ----- |
| одиниця  | осіб    | %       | осіб     | %        | осіб  | %     |
| все      | 6589    | 100     | 3288     | 49.90    | 3301  | 50.10 |
| міське   | 2090    | 100     | 1006     | 48.13    | 1084  | 51.87 |
| сільське | 4499    | 100     | 2282     | 50.72    | 2217  | 49.28 |

## Сусідні гміни
Гміна Домб'є межує з такими гмінами: Брудзев, Ґжеґожев, Ґрабув, Коло, Косьцелець, Ольшувка, Унеюв, Швінице-Варцьке.